# 11958 Galiani
11958 Galiani eller 1994 EJ7 är en asteroid i huvudbältet som upptäcktes den 9 mars 1994 av den belgiske astronomen Eric W. Elst vid La Silla-observatoriet. Den är uppkallad efter Abbé Ferdinando Galiani.